# Mosonmagyaróvár (hrad)
Magyaróvárský hrad, zámek Magyaróvár, nazývaný též Habsbursko-lotrinský zámek, (maďarsky Mosonmagyaróvári vár, nebo Óvári vár, dříve česky též Uherské Staré Hrady) je někdejší vojenská pevnost přestavěná na barokní zámek. V současné době v objektu sídlí Fakulta zemědělství a potravinářství Západomaďarské oddělení Univerzity Istvána Széchenyiho. Nachází se v Magyaróváru, části města Mosonmagyaróváru v maďarské župa Győr-Moson-Sopron.

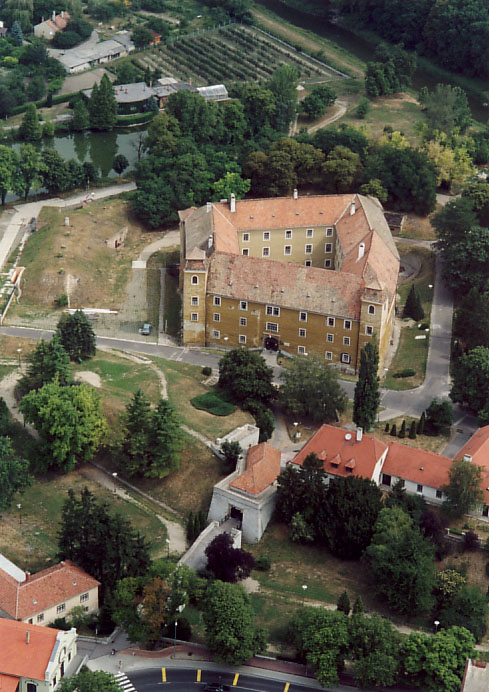
Letecký snímek zámku a okolí

## Historie
Původ pevnosti sahá do dob Římské říše. V 1. nebo 2. století n. l. zde Římané založili na strategickém místě na soutoku tábor 14. zesílené legie nazvaný Ad Flexum (doslova „K zátočině“). Posádka zde existovala až do 4. století, poté však zřejmě byla zničena, neboť v roce 1096 v době první křížové výpravy bylo místo opevněno spíše jen provizorně. Pozůstatky tábora pak zřejmě inspirovaly v 10. století příšedší Maďary, kteří toto místo nazvali Ó-Vár („Starý Hrad“). Lokalita se následně stala střediskem uherské Mošoňské župy.
Kolem roku 1260 byla Mongoly zničena družinou Konráda z Győru vystavění tvrz. Na konci 13. století Konrád z Óvaru kvůli zradě o tvrz přišel a ta připadla koruně.
Ve druhé polivně 15. století již náležela hrabatům ze Szentgyörgy a Bazinu (páni ze Svätého Jura a Pezinka). Ti ji přestavěli. Z této doby pochází dnešní hradní brána. Jejich hvězdu tvořenou hřebenovým štítem je možné spatřit na klenbě.
Matyáš Korvín, který se později stal králem, zde byl v roce 1457 údajně po nějakou dobu vězněn králem Vladislavem V.
Na počátku 16. století tvrz připadla do vlastnictví královny. Po tragické bitvě u Moháče v roce 1526 zde ovdovělá dvacetiletá královna Marie po dva roky přebývala. Kolem roku 1530 nechal tvrz přestavět Gian Maria Neapolský, jak je uvedeno na popisku z roku 1543. Tuto přestavbu s největší pravděpodobností znázorňuje mapa z roku 1632. Podle mapy půdorys tvrze souhlasí se současným, avšak pouze jedním podlažím. V roce 1535 se majiteli tvrze stali Habsburkové, kteří ji často zastavovali.  
V roce 1818 princ Albert Kazimír Saský, vévoda těšínský, zeť královny Marie Terezie, v pevnosti založil jednu z prvních odborných škol zemědělství v Evropě. 
Od roku 2016 zde sídlí kampus Fakulty zemědělství a potravinářství Univerzity Istvána Széchenyiho.